# Кубок Сирії з футболу 2019—2020
Кубок Сирії з футболу 2019—2020 — 50-й розіграш кубкового футбольного турніру у Сирії. Титул володаря кубка здобув Аль-Вахда.

## Календар
| Раунд        | Дата             | Матчі | Клуби   |
| ------------ | ---------------- | ----- | ------- |
| Перший раунд | 10-13 січня 2020 | 10    | 42 → 32 |
| 1/16 фіналу  | 1-15 лютого 2020 | 16    | 32 → 16 |
| 1/8 фіналу   | 8 липня 2020     | 8     | 16 → 8  |
| 1/4 фіналу   | 18 липня 2020    | 4     | 8 → 4   |
| 1/2 фіналу   | 5 серпня 2020    | 2     | 4 → 2   |
| Фінал        | 10 серпня 2020   | 1     | 2 → 1   |

## 1/4 фіналу
| Команда 1     | Рахунок      | Команда 2     |
| ------------- | ------------ | ------------- |
| 18 липня 2020 |              |               |
| Аль-Іттіхад   | 0:0 пен. 2:3 | Аль-Сахель    |
| Аль-Маджд     | 1:1 пен. 4:2 | Мусфат Баніяс |
| Аль-Шорта     | 2:2 пен. 3:4 | Аль-Джаїш     |
| Аль-Вахда     | 2:0          | Аль-Фотува    |

## 1/2 фіналу
| Команда 1     | Рахунок      | Команда 2  |
| ------------- | ------------ | ---------- |
| 5 серпня 2020 |              |            |
| Аль-Маджд     | 1:1 пен. 4:3 | Аль-Сахель |
| Аль-Джаїш     | 0:1          | Аль-Вахда  |

## Фінал
| Команда 1      | Рахунок | Команда 2 |
| -------------- | ------- | --------- |
| 10 серпня 2020 |         |           |
| Аль-Вахда      | 3:1     | Аль-Маджд |